# Картопляний сир

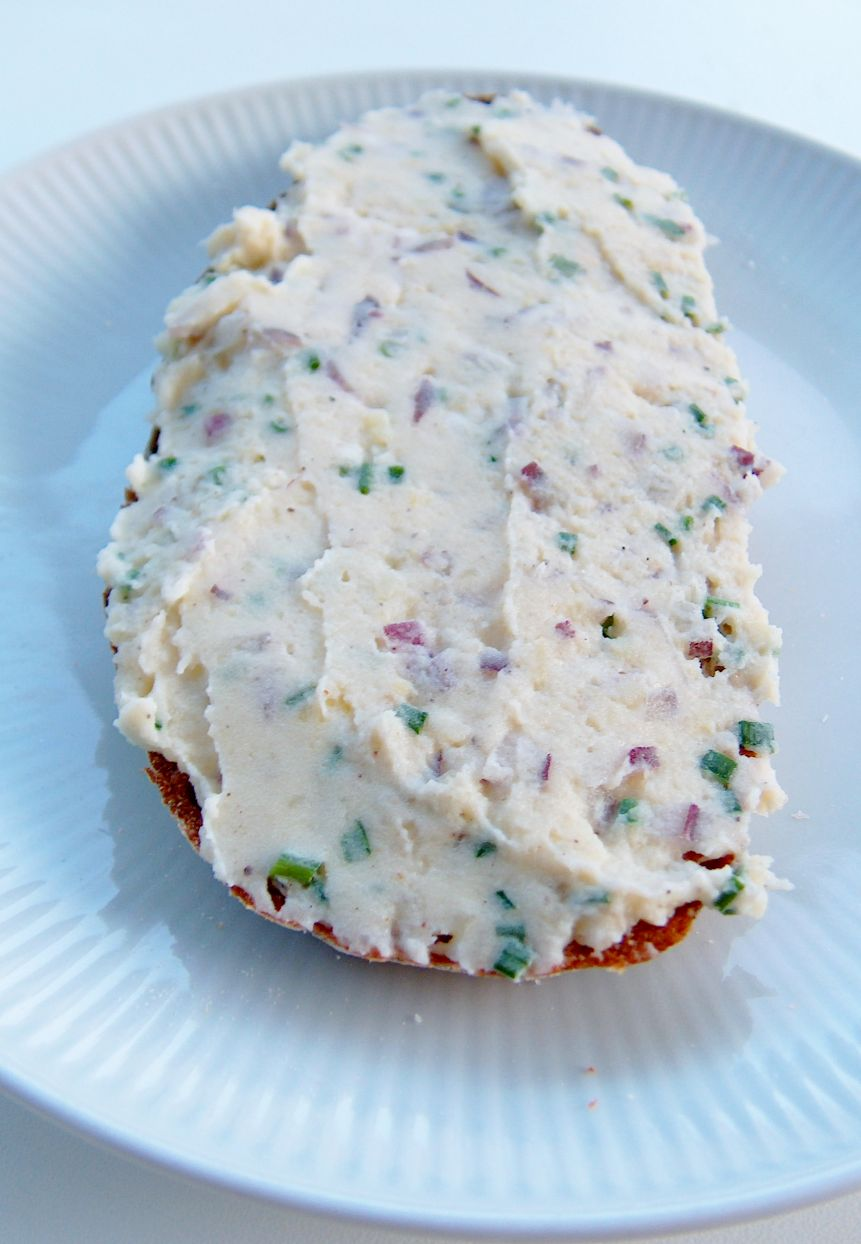
Картопляний сир з цибулею

Картопляний сир (нім. Kartoffelkäse, також нім. Erdäpfelkäse) — бутербродна маса консистенції «намазка» з картоплі з м'яким молочно-солодким смаком, повсякденна та економна страва в Баварії, Франконії та Австрії. Всупереч назві, в картопляному сирі не міститься сиру. Історично картопляним сиром в Баварії перекушували з молоком, пивом або молодим вином сезонні робітники, які допомагали на збиранні картоплі. Картопляний сир часто використовують в дитячому харчуванні.
Картопляний сир зазвичай готують з відвареної напередодні картоплі борошнистих сортів зі сметаною, вершками або м'яким сиром, а також ріпчастою цибулею, кмином та петрушкою і іноді часником. У деяких рецептах в картопляний сир додають подрібнене варене яйце.